# أشرف أباد (بياض)
أشرف أباد (بالفارسية: اشرف‌آباد) هي قرية تقع في إيران في قسم بیاض الريفي. يقدر عدد سكانها بـ 26 نسمة .